# SN 1962D
SN 1962D – supernowa odkryta 3 lutego 1962 roku w galaktyce MCG -05-25-12. W momencie odkrycia miała maksymalną jasność 17,40m.